# Schaltalgebra
Die Schaltalgebra ist eine spezielle Ausprägung der Booleschen Algebra mit einer zweiwertigen Trägermenge. Sie ist auf Schaltanordnungen zugeschnitten und dient als Hilfsmittel zur Berechnung binärer Schaltnetze und Schaltwerke. Dabei bildet sie das logische Gerüst zur Darstellung von Schaltfunktionen. Der Begriff binär bezieht sich in der Schaltalgebra auf die beiden Schalterzustände Geöffnet und Geschlossen.
Die Schaltalgebra ist isomorph zur Aussagenlogik. Deshalb werden in ihr die typischen Begriffe und Operatornamen der Aussagenlogik benutzt, und der Begriff „Logik“ kennzeichnet oft die verwendeten technischen Elemente (z. B. Logikgatter).

## Entwicklung
Begründet wurde die Schaltalgebra hauptsächlich von Claude Shannon in seiner Master-Abschlussarbeit A Symbolic Analysis of Relay and Switching Circuits von 1937.
Heute wird zwischen Schaltalgebra und Boolescher Algebra nur noch selten unterschieden, da sie aus mathematischer Sicht nahezu dasselbe sind. Lediglich in der Wahl der Terminologie können Unterschiede bestehen, da die Schaltalgebra ausdrücklich zur Beschreibung der Zusammenhänge zwischen den Zuständen der Schalter im Innern einer Schaltanordnung verwendet wird. Für die Betrachtung des logischen Aspekts der Schaltalgebra sei der Leser daher auf den Artikel zur  Booleschen Algebra verwiesen.

## Anwendung
Die Schaltnetze, die man mithilfe der Schaltalgebra berechnet, wurden früher hauptsächlich in Relais-Technik oder ähnlichen elektromechanischen Bauweisen hergestellt. In der Regel wird hierbei dem Schalterzustand „aus“ eine logische Null zugeordnet, dem Schalterzustand „ein“ entsprechend eine logische Eins. Diese Zuordnung ist aus logischer Sicht willkürlich und kann auch umgekehrt werden.
In der heutigen Digitaltechnik baut man binäre Schaltsysteme überwiegend aus elektronischen Bauelementen auf. Hierbei werden die logischen Zustände durch unterschiedliche Spannungen realisiert.

## Aufgabengebiete
- Beschreibung von Schaltfunktionen durch „logische“ Terme
- Bereitstellung von Rechenregeln der Schaltalgebra
- Äquivalente Umformung von Termen
- Normalformentheorie
- Minimierung von Termen

## Mehrwertige Schaltalgebra
Angelehnt an die mehrwertige Logik kann man auch mehrwertige Schaltalgebren definieren. Es gibt insbesondere viele theoretische Arbeiten zur ternären Schaltalgebra. Diese hat aber praktisch kaum Bedeutung, da zur Zeit ternäre digitale Schaltkreise technisch nicht effektiv hergestellt werden können.